# Tribu índia Coquille
|  | Aquest article tracta sobre la tribu reconeguda federalment. Si cerqueu el grup ètnic, vegeu «ko-kwel». |

La tribu índia Coquille és una tribu ameríndia reconeguda federalment formada per membres de les nacions ko-kwel i coos, que tradicionalment han viscut al sud de la costa d'Oregon.

## Tractat amb els Estats Units
En 1855 Joel Palmer, Superintendent d'Afers Indis d'Oregon, negocià un tractat amb els coquille i tribus dels voltants per cedir 210 kilòmetres de costa entre el riu Siltcoos i Cape Lookout per formar la reserva índia Costanera (o Siletz) vora l'actual Florence. Els coquille foren obligats a marxar a la reserva en 1856; tanmateix, el tractat mai no fou ratificat pel Congrés. La malaltia i l'amuntegament eren els principals problemes de reserva, que va ser finalment reduïda a una fracció de la seva mida original. Les restes de l'original reserva índia Costanera es troben a la reserva Siletz i altres terrenys de propietat tribal. Amb els anys molts coquilles tornaren a la seva terra natal i van lluitar pel reconeixement del Tractat de 1855.

## Terminació i restauració
El govern federal dels Estats Units terminà el seu reconeixement dels coquille com a part de la Llei de Terminació de 1954. En 1989 la tribu va recuperar el reconeixement federal. Amb la restauració arribà la sobirania tribal, que donà a la tribu autoritat per a formar el seu propi govern i tenir jurisdicció sobre les terres tribals, negocis i membres de la comunitat.

## Reserva índia Coquille
Les Tribus Confederades de Siletz, amb seu a Siletz (Oregon), reconegueren al poble coquille com una de les tribus que formaven part de la seva confederació. Les Tribus Confederades de Siletz continuaren vivint a la reserva Siletz. A més per una llei del Congrés el 1996 la Tribu Coquille ara té una àrea total de 6.512 acres o 26 km². El cens de 2000 enumera la població oficial resident a la reserva en 258 persones. Les terres de la reserva es troben en nombroses parcel·les no contigües de terra al sud del comtat de Coos, sobretot al sud-est de l'àrea urbana de Coos Bay-North Bend. Part de les comunitats de Bandon, Barview, Coos Bay, North Bend s'estenen a terres de la reserva.

## Govern
El govern tribal té la seu a North Bend.
En 2008 la tribu legalitzà el matrimoni homosexual. Tot i que els votants d'Oregon van aprovar una esmena a la Constitució d'Oregon el 2004 per prohibir el matrimoni entre persones del mateix sexe, els coquille no estan obligats per la Constitució d'Oregon, ja que són una tribu sobirana reconeguda federalment.

## Economia
La tribu Coquille té nombroses empreses, incloses The Mill Casino • Hotel a Coos Bay, una plantació ecològica de nabius i una planta d'envasat a North Bend i un centre d'assistència. Coquille Cranberries és el principal productor comercial de nabius orgànics a la costa oest.
En setembre de 2012 la tribu anuncià plans per a un casino a Medford, que es construirà en una bolera que va ser adquirida per $1,6 milions. La tribu també està arrendant un camp de golf adjacent.